# Nahro Mohammed al-Kasnazani
 (août 2025).
Nahro Mohammed Abdul-Karim al-Kasnazani (arabe : نهرو محمد عبد الكريم الكسنزاني), né le 12 décembre 1969, est un guide spirituel (cheikh et maître) de la confrérie soufie al-Qadiriyya al-Kasnazaniyya ainsi qu'un homme politique irakien,

## Biographie
Il est titulaire d'un doctorat en histoire, d'un diplôme en études de langue anglaise du Royaume-Uni, ainsi que d'un diplôme en informatique de l'Al-Mansour University College à Bagdad. Le Dr Nahro al-Kasnazani est issu d'une famille ayant une longue tradition religieuse soufie basée au Kurdistan irakien. Il descend de la famille al-Barzanji, qui fait remonter sa lignée à l'imam Hussein, revendiquant ainsi une ascendance husaynide. Son affiliation spirituelle est avec la confrérie al-Qadiriyya al-Kasnazaniyya.

### Jeunesse et succession en tant que Cheikh
Dr. Nahro Muhammad Abdul Karim al-Kasnazani al-Husseini est né le 12 décembre 1969 à Kirkouk, dans le nord de l'Irak. Sa famille a déménagé à Bagdad en 1985, où il a terminé son enseignement primaire. Il est l'aîné de ses frères et sœurs. Son père, le Cheikh Muhammad Abdul Karim al-Kasnazani al-Husseini, était le précédent Cheikh de l'ordre soufi Al-Qadiriyya al-Kasnazaniyya. Après le décès du Cheikh Muhammad Abdul Karim al-Kasnazani,,, le Dr. Nahro lui succéda en tant que Cheikh, son père l'ayant désigné pour diriger l'ordre,.

### Désignation en tant que Cheikh après le décès de son père
Initialement, le Cheikh Muhammad al-Kasnazani recommandait toujours le Dr. Nahro comme son successeur auprès des autres disciples et disait : « Aucun successeur ne doit ouvrir une khanqah ou désigner un nouveau successeur sans informer mon successeur, le Cheikh Nahro. » En 2005, devant une assemblée de disciples, il déclara officiellement le Dr. Nahro comme son successeur, affirmant : « Inchallah, Cheikh Nahro est le Cheikh de l'avenir ; il est votre Cheikh, votre frère et votre serviteur, ainsi que le serviteur de l'ordre. » Il mentionna cela dans l'une de ses conférences. En 2008, le Cheikh Muhammad al-Kasnazani donna formellement au Dr. Nahro toute autorité sur la khanqah principale de Souleimaniye, déclarant que toute orientation venant du Dr. Nahro serait considérée comme venant de lui, et qu'aucune autre personne après lui ne représenterait l'ordre si ce n'est Cheikh Nahro. Selon leurs croyances, la sélection du Cheikh se fait sur ordre du prophète Muhammad (PSL). En 2019, le Cheikh Muhammad al-Kasnazani se rendit aux États-Unis, et en 2020, sa santé se détériora progressivement jusqu'à son décès le 4 juillet 2020. Après son décès, Cheikh Nahro assuma la direction de l'ordre.

## Carrière politique
Cheikh Nahro est également un leader politique irakien qui croit en un Irak libre et unifié. Sous le règne de l'ancien président Saddam Hussein, Cheikh Nahro et des membres de sa famille ont été emprisonnés. En 1991, il a fondé un parti politique nommé « Assemblée irakienne pour l'unité nationale ». Cheikh Nahro a participé à diverses conférences, notamment la Conférence de la défense tenue à Dubaï en 2008 et la Conférence de la réforme tenue en 2005.

## Éducation et qualifications académiques
Le Dr Nahro a terminé ses études secondaires à Bagdad et a obtenu une licence en informatique de l'Université de Bagdad. Il a également obtenu une licence en études de langue anglaise au Royaume-Uni. Plus tard, il a obtenu un master en histoire de l'Institut d'histoire arabe et du patrimoine scientifique, suivi d'un doctorat en histoire islamique. Le titre de sa thèse doctorale était « Mehmed le Conquérant : sa vie et ses conquêtes. » Le Dr Nahro maîtrise trois langues : Arabe, anglais et kurde.